# Coatesville
Coatesville település az Amerikai Egyesült Államok Pennsylvania államában, Chester megyében. Lakosainak száma 13 350 fő (2020. április 1.).

## Népesség
A település népességének változása:

| 2010 | 13 100 |
| 2020 | 13 350 |